# Mundialito de Fútbol Playa 2017
El  Mundialito de Fútbol Playa de 2017 fue un torneo de fútbol playa que se llevó a cabo en la Praia de Carcavelos en Cascais, Portugal, del 21 al 23 de julio de 2017. El torneo fue disputado por cuatro selecciones en formato de todos contra todos.

## Participantes
- Portugal (anfitrión)
- Brasil
- Francia
- Rusia

## Clasificación
| Equipo   | Pts | PJ | PG | PG+ | PG++ | PP | GF | GC | Dif |
| -------- | --- | -- | -- | --- | ---- | -- | -- | -- | --- |
| Brasil   | 9   | 3  | 3  | 0   | 0    | 0  | 24 | 8  | 16  |
| Portugal | 6   | 3  | 2  | 0   | 0    | 1  | 12 | 7  | 5   |
| Rusia    | 3   | 3  | 1  | 0   | 0    | 2  | 10 | 14 | -4  |
| Francia  | 0   | 3  | 0  | 0   | 0    | 3  | 2  | 19 | -17 |

### Resultados
| Fecha     | Hora  | Partido  | Partido | Partido  | Resultado |
| --------- | ----- | -------- | ------- | -------- | --------- |
| 21/7/2017 | 14:30 | Brasil   | -       | Rusia    | 9-4       |
| 21/7/2017 | 16:00 | Francia  | -       | Portugal | 0-5       |
| 22/7/2017 | 14:30 | Brasil   | -       | Francia  | 9-0       |
| 22/7/2017 | 16:00 | Portugal | -       | Rusia    | 3-1       |
| 23/7/2017 | 14:30 | Rusia    | -       | Francia  | 5-2       |
| 23/7/2017 | 16:00 | Portugal | -       | Brasil   | 4-6       |

## Campeón
| Mundialito de Fútbol Playa 2017 |
| ------------------------------- |
| Bandera de Brasil               |
| Brasil 14º Título               |

## Premios y reconocimientos
| Mejor Jugador (MVP)          | Mejor Jugador (MVP) | Mejor Jugador (MVP) | Mejor Jugador (MVP) |
| ---------------------------- | ------------------- | ------------------- | ------------------- |
| Rodrigo                      |                     |                     |                     |
| Goleador(es)                 |                     |                     |                     |
| Rodrigo Mauricinho (5 goles) |                     |                     |                     |
| Mejor Portero                |                     |                     |                     |
| Mão                          |                     |                     |                     |